# Diego de Zambrana y Guzmán
Diego de Zambrana (también Diego de Zambrana y Guzmán o Diego de Carmona) (Cambil, ¿?-¿1609?) fue un eclesiástico católico castellano que fue obispo electo de La Paz y arzobispo electo de La Plata o Charcas.

## Biografía
El 4 de julio de 1605, fue erigida la diócesis de La Paz, de la que fue nombrado su primer obispo al mismo tiempo. No llegó a tomar posesión del cargo, y el 14 de enero de 1608, el papa Pablo V lo nombró arzobispo de La Plata o Charcas. Falleció poco después, en 1609, antes de ser consagrado.